# Say Na Na Na
Say Na Na Na ist ein englischsprachiger Popsong des türkischen Sängers Serhat, mit dem er San Marino beim 64. Eurovision Song Contest vertrat. 2019 wurde eine deutschsprachige Version veröffentlicht, 2020 erschien eine spanische Version.

## Hintergrund und Inhaltliches
Serhat vertrat San Marino bereits beim Eurovision Song Contest 2016, wo er mit I Didn’t Know den 12. Platz im ersten Halbfinale belegte. Im Januar 2019 wurde er für eine erneute Teilnahme im selben Jahr angekündigt. Nach eigenen Angaben hat er den Titel in fünf Minuten auf den Kölner Straßen geschrieben, nachdem er eine entsprechende Anfrage des Rundfunks von San Marino erhielt. Die Komposition erarbeitete er mit Mary Susan Applegate. Das Lied sei eine Einladung, das Leben zu feiern und den Menschen Hoffnung und Fröhlichkeit zu geben. Er habe sich hierbei vom Film Meine Lieder – meine Träume inspirieren lassen. Die Sprache des Titels ist in Englisch gehalten, lediglich im Pre-Chorus nach der zweiten Strophe kommt die Zeile „Bir İki Üç“ („Eins, zwei, drei“) auf Türkisch.

## Beim Eurovision Song Contest
Serhat trat am 14. Mai 2019 als letzter der 17 Teilnehmer im ersten Halbfinale auf. Er erreichte mit 150 Punkten den 8. Platz und konnte sich somit erfolgreich für das vier Tage später stattfindende Finale qualifizieren. Dort trat er als siebter von insgesamt 26 Teilnehmern auf und erreichte dort den 19. Platz. Die überwiegende Zahl der Punkte stammte von den Zuschauern. Seit der Qualifikation von Valentina Monetta im Jahre 2014 gilt dies als bestes Ergebnis San Marinos beim Grand Prix.

## Rezeption
Die Reaktionen fielen überwiegend durchschnittlich aus. Wiwibloggs lobte, dass der Song perfekt zu Serhat passe. ESCXtra gab an, das Lied mache eine Menge Spaß, sei jedoch in der Gesamtheit der teilnehmenden Eurovisions-Beiträge eher schwach. Roisin O’Connor, Musikkorrespondentin der Independent sagte, der Auftritt von Serhat beim Eurovision Song Contest hinterließ sie lächelnd. Er sei skurril, eingängig und aus einer völlig anderen Welt.

## Veröffentlichungen
| Nr.          | Titel                                          | Länge |
| ------------ | ---------------------------------------------- | ----- |
| 1.           | Say Na Na Na                                   | 2:58  |
| 2.           | Say Na Na Na (Wideboys Radio Edit)             | 2:58  |
| 3.           | Say Na Na Na (Rico Bernasconi Radio Edit)      | 3:10  |
| 4.           | Say Na Na Na (Kon Cept Euro Remix)             | 3:33  |
| 5.           | Say Na Na Na (Mark Voss Radio Edit)            | 2:57  |
| 6.           | Say Na Na Na (Extended Version)                | 4:55  |
| 7.           | Say Na Na Na (Wideboys Feel the Rainbow Remix) | 4:22  |
| 8.           | Say Na Na Na (Rico Bernasconi Remix)           | 5:22  |
| 9.           | Say Na Na Na (Mark Voss Remix)                 | 4:48  |
| 10.          | Say Na Na Na (Instrumental)                    | 2:59  |
| Gesamtlänge: | Gesamtlänge:                                   | 38:02 |

### Weitere Versionen
Am 19. Juli 2019 wurde eine deutschsprachige Version namens Sing Na Na Na veröffentlicht. Den Text schrieb Michael Begasse.
| Nr.          | Titel                                     | Länge |
| ------------ | ----------------------------------------- | ----- |
| 1.           | Sing Na Na Na                             | 2:58  |
| 2.           | Sing Na Na Na (DJ Maxi Version)           | 4:54  |
| 3.           | Say Na Na Na (Rico Bernasconi Radio Edit) | 3:09  |
| 5.           | Sing Na Na Na (Mark Voss Radio Edit)      | 2:56  |
| 9.           | Say Na Na Na (Mark Voss Remix)            | 4:48  |
| 10.          | Say Na Na Na (Rico Bernasconi Remix)      | 5:23  |
| Gesamtlänge: | Gesamtlänge:                              | 24:08 |

Im Oktober 2020 erschien eine spanischsprachige Version, welche von Adolfo Caimán getextet wurde.